# Langestraße (Bützow)
Die  Langestraße  (historisch korrekt: Lange Straße) ist die zentrale Haupt- u. Einkaufsstraße im einst umwallten historischen Stadtkern der ehemaligen Universitätsstadt Bützow im Landkreis Rostock in Mecklenburg.

## Geografische Lage
Die Lange Straße, die sich je nach Abschnitt, unterschiedlich gestaltet ist in beide Richtungen befahrbar. Sie verbindet in eine Richtung die Schlossstraße mit der Bahnhofstraße und in der anderen Richtung die Bahnhofstraße mit der Rühnerstraße. Sie ist Teil der Landesstraße erster Ordnung L11. Streckenweise gelten zudem unterschiedliche Geschwindigkeitsbegrenzungen.

## Gestaltung
In den Jahren 2000 und 2001 erfolgten Ausbau und Gestaltung der Langenstraße. Das historische Kopfsteinpflaster aus dem 19. Jahrhundert wurde zum entsetzten der Bürgerschaft entfernt und verkauft. Es galt, recht unterschiedliche Vorgaben seitens des Straßenamtes und der Denkmalpflege unter einen Hut zu bringen: 6,50 m Fahrbahnbreite, Fahrbahnbelag in Asphalt, Wiederherstellung des historischen Straßenraums und der Materialien, Verzicht auf Bäume (historisch), Anordnung von Bus-Haltestellen, Parkmöglichkeiten und Haltestellen für Anlieferer, Fußgängerüberwege. Die Seitenstreifen zwischen Fahrbahn und Granitbord, dessen Linienführung erhalten blieb, erhielten einen Belag aus Granitgroßpflaster. Visuell sind durch einen hier abgesetzten beidseitigen Pflasterstreifen jedoch 6,50 m Fahrbahn wahrnehmbar. Die Gehwege bekamen ein gelbes Ziegelpflaster.

## Geschichte

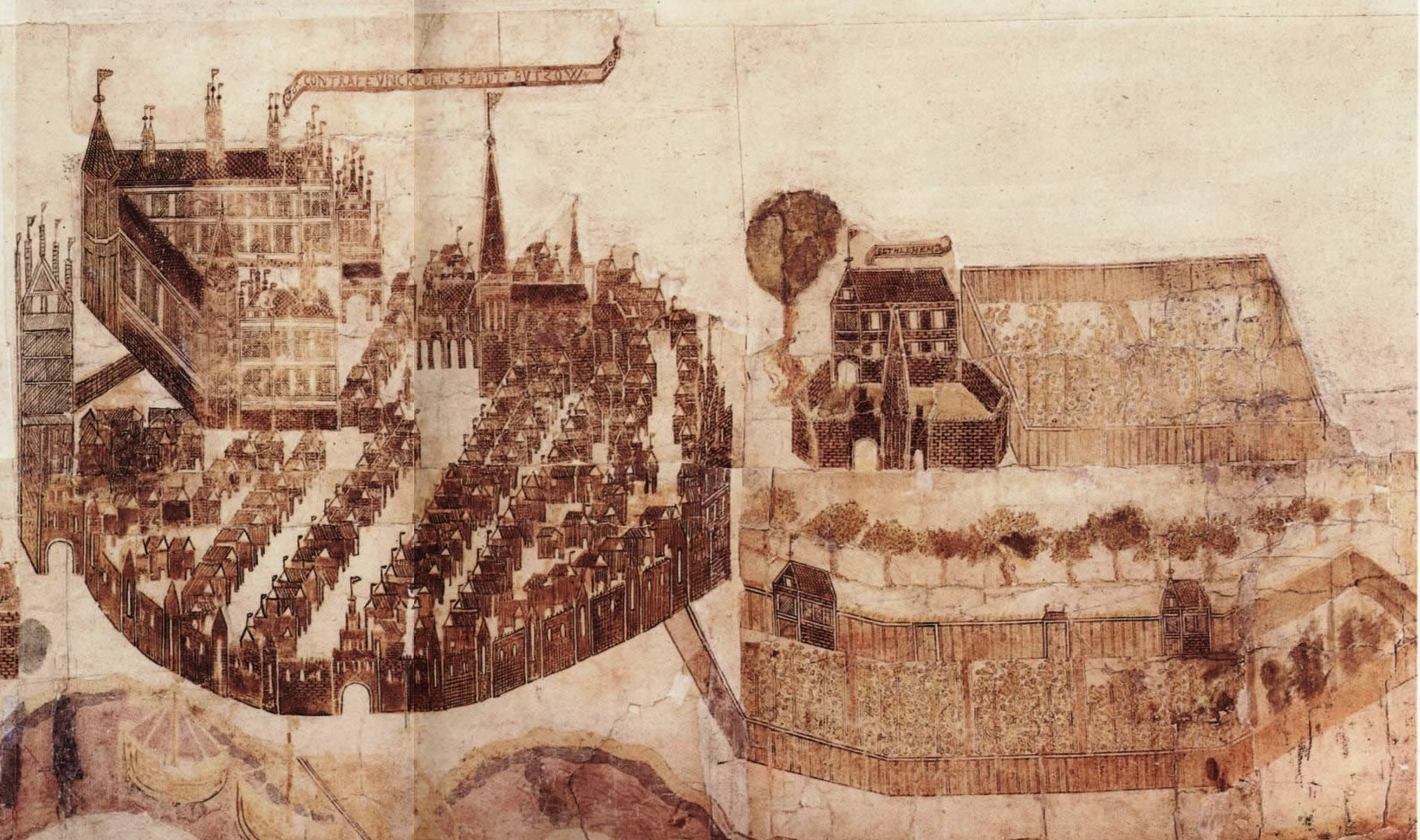
Bützow (Vicke-Schorler-Rolle)

Durch die planmäßige Anlage als deutsche Stadt um 1229 und das 1236 erhaltene Stadtrecht, ist davon auszugehen, dass die ersten Häuser der Siedlung auf größeren und kleineren Sandlinsen entstanden, die sich bei der Kirche, am Markt, am Pferdemarkt und in der Langen Straße aus dem auf Warnowhöhe liegenden Terrain großenteils feuchter Wiesen erhoben. 1249 wurde die Stadt Bützow, mit einer Wallanlage befestigt. Die Befestigung bestand aus Hakelwerk, Stadtmauer und derer Tore mit Schanzen (Haupt- und Stadttor der Bischofsburg, Rühner Tor, Rostocker Tor, Wolker Tor, Ausfalltor), zudem formte sich im Laufe der Zeit ein Straßennetz (Knüppeldämme), welches durch die Stadtmauer eingrenzt wurde. Die Straßen würden nach ihrem Aussehen, Name des Stadttors, Lage oder derer Bewohner bezeichnet wie die Lange Straße als längste Straße der Stadt.

### Bauvorschrift von 1716
Nach dem größten Stadtbrand 1716, erließ der Herzog Karl Leopold strenge Bauvorschriften. Wer diese nicht einhalten wollte, konnte nicht mit finanzieller und materieller Hilfe rechnen. Alle Hauser sollten mit der Traufseite zur Straße stehen und zweigeschossig gebaut werden. Das Erdgeschoss musste 2,86 m (10 Fuß), das Obergeschoss 2,55 m (9 Fuß) hoch sein. Zur Verminderung der Brandgefahr wurden Strohdächer verboten, und zwischen zwei benachbarten Gebäuden war eine Baulücke, eine sogenannte Tüsche, einzuhalten. Dieses Erscheinungsbild prägt das Straßen- und Stadtbild noch heute.

## Straßenname im Wandel der Zeit
Die Hauptdurchgangsstraße und längste Straße der Stadt hieß wahrscheinlich vom 14. Jahrhundert hinweg Lange Straße. Der erste Beleg in dem noch erhaltenen Archivmaterial wird die Straße in der Archivreihe Stift Schwerin aus dem Jahre 1450 unter Lange Straße namentlich erwähnt und war bis 1900 unverändert.
Das erste Adressbuch für die Stadt Bützow erschien im Mai 1902. Der Verlag des Buches war die Paetow’sche Buchdruckerei in Bützow. Verleger und Buchdrucker Carl Paetow schrieb ein alphabetisch geordnetes Personenregister der Einwohner, somit wurde offensichtlich fälschlicherweise aus der Langen Straße erstmal die Langestraße. 1908 brachte Ratsbuchdrucker Carl Buhr das zweite Adressbuch heraus. Gliederung, Satz und Schrifttypen lassen vermuten, dass er den Drucksatz von Carl Paetow übernommen hat.
Nach der Machtübernahme der Nationalsozialisten wurde die Straße am 28. März 1933 auf Antrag der Ortsgruppe Bützow der NSDAP von den Ratsherren der Stadt in Adolf-Hitler-Straße umbenannt. Eine Reihe weiterer Straßen der Stadt erhielten damals auch Straßennamen führender NS-Politiker. Mit dem Ende des Zweiten Weltkriegs 1945 wurde der Straßenname getilgt. Aus der Hauptstraße wurde wieder die Lange Straße.
Mit der Teilung Deutschlands in zwei deutsche Staaten durch Gründung der BRD und der DDR, wurde Wilhelm Pieck Präsident der Deutschen Demokratischen Republik und die Hauptstraße wurde am 3. Januar 1951 zur Wilhelm-Pieck-Straße.
Nach der Wiedervereinigung war der Name Wilhelm-Pieck-Straße nicht mehr angebracht. 1990 wurde ein Gremium gebildet, um über die Rückbenennung der Straße zu beraten und abzustimmen. Alle umbenannten Straßen und Plätze sollten wieder ihren historischen Namen erhalten. In dem Beschluss vom 1. Oktober 1990 war unter anderem auch die Umbenennung der Wilhelm-Pieck-Straße in Langestraße aufgeführt. Der Stadthistoriker Wolfgang Schmidtbauer machte darauf aufmerksam, dass die Schreibweise Langestraße falsch sei. Denn eine Persönlichkeit namens Lange hätte es in Verbindung mit der Stadt Bützow nicht gegeben. Die Kommission berief sich auf die Schreibweise in den alten Adressbüchern von 1902 und 1908 und die falsche Schreibweise wurde wieder eingeführt.

## Bebauung

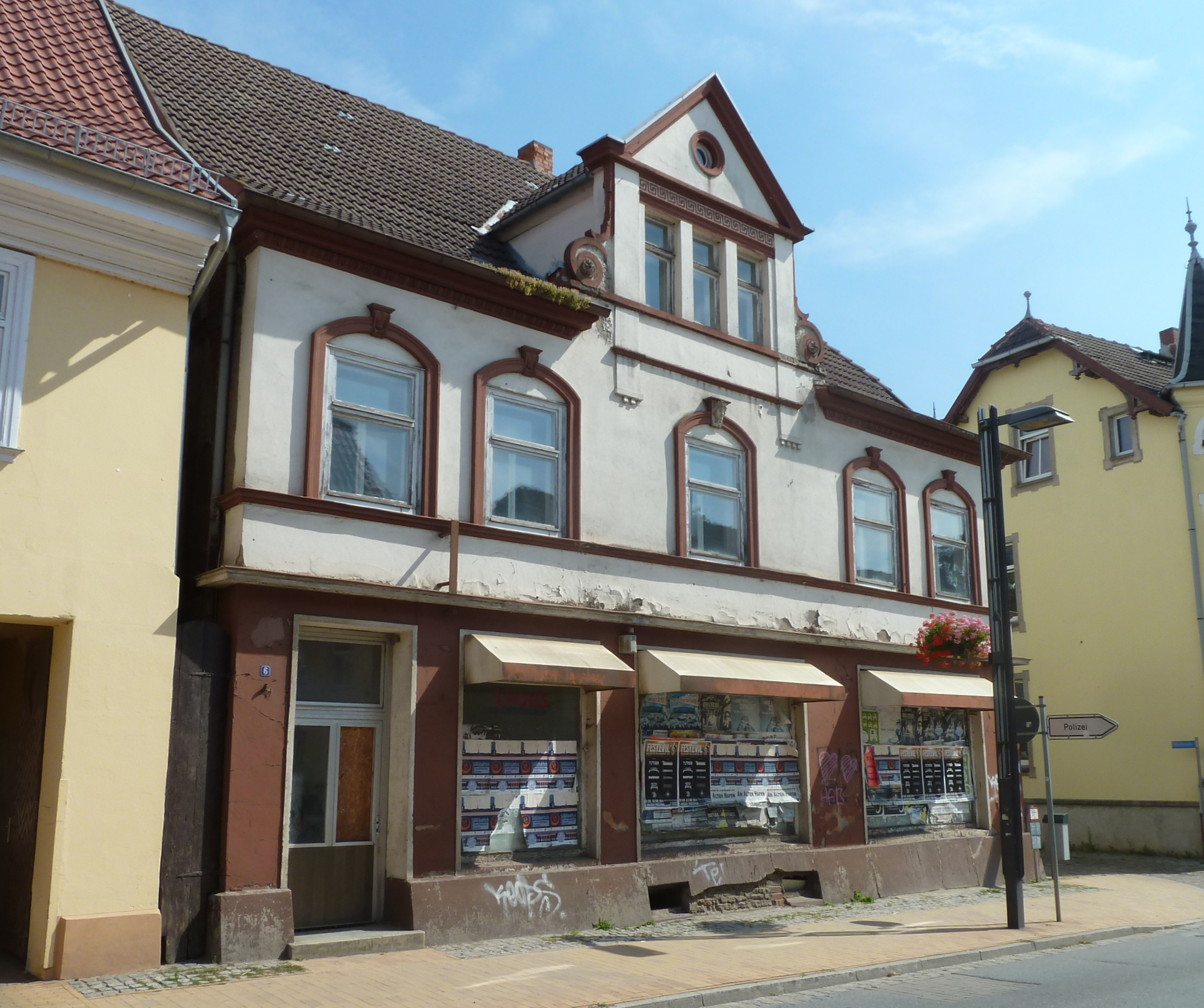
Lange Straße 6

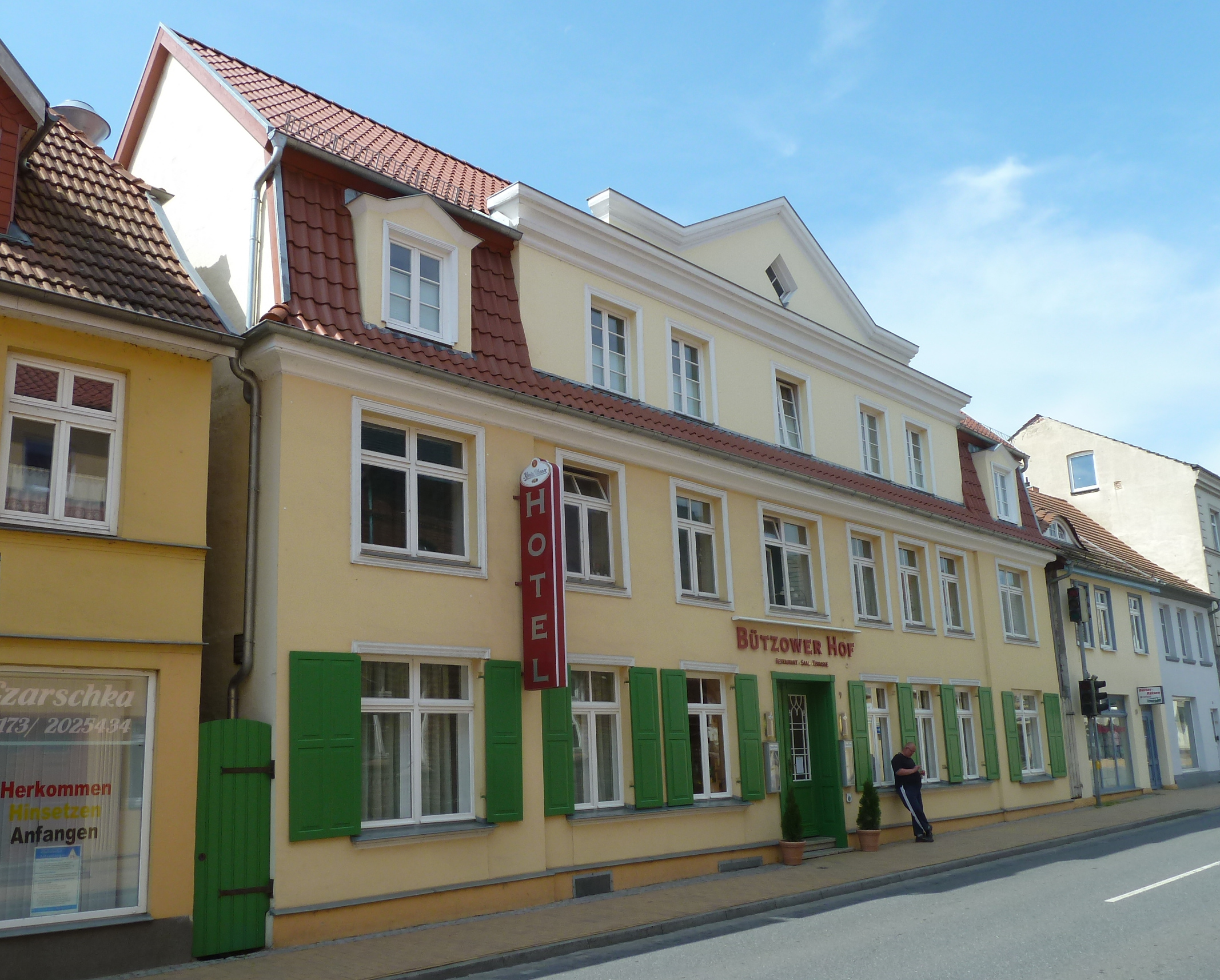
Lange Straße 9

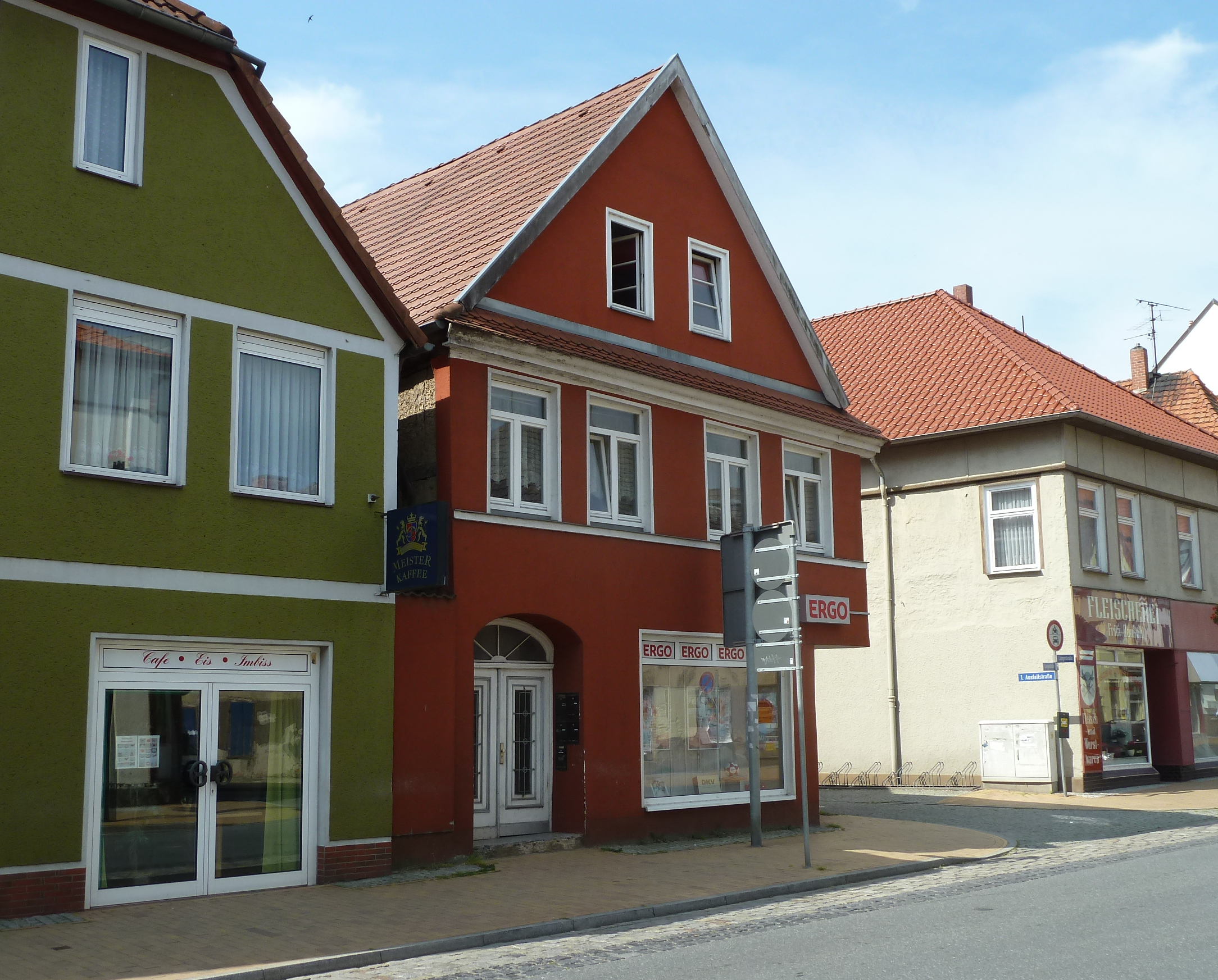
Lange Straße 21

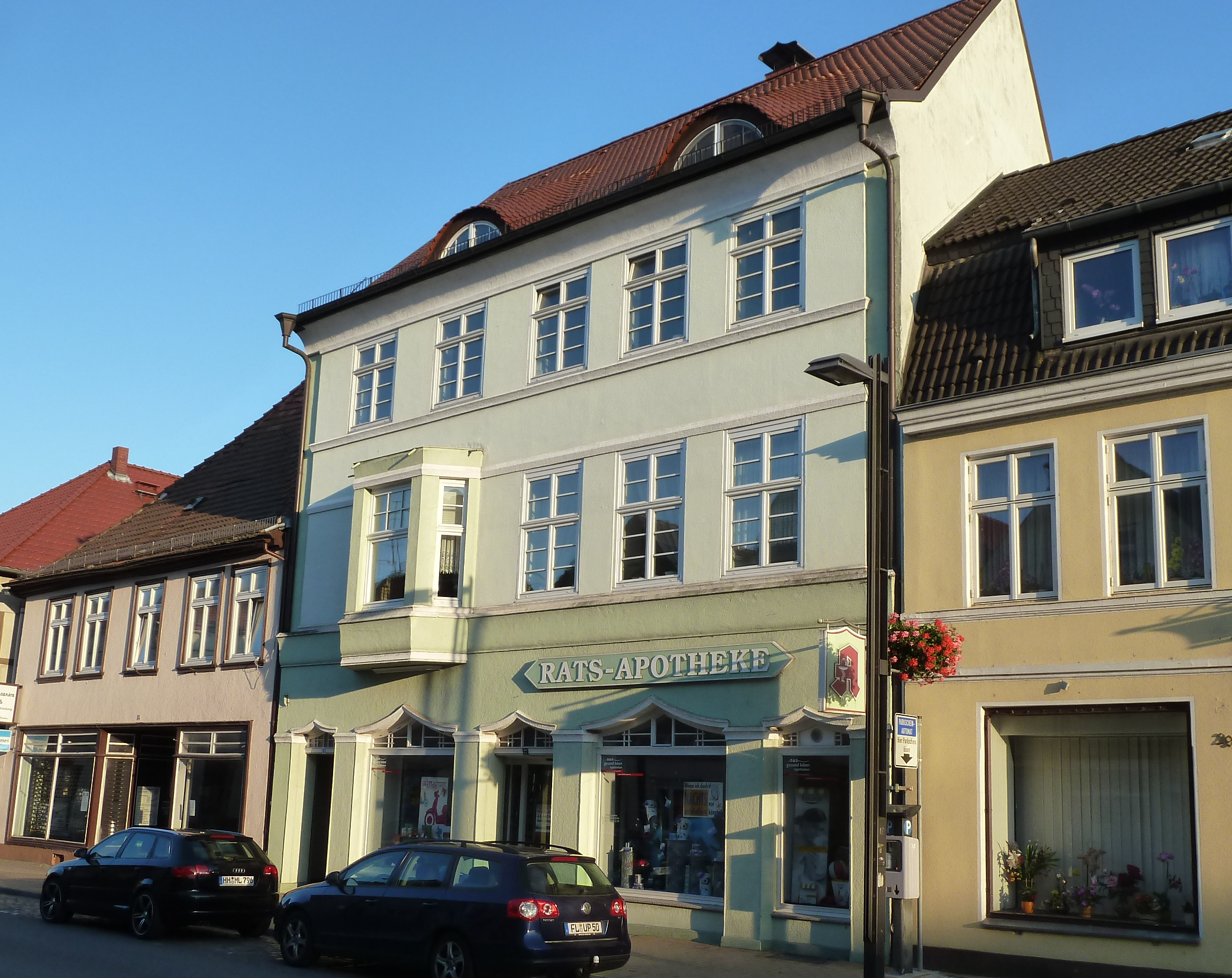
Lange Straße 27

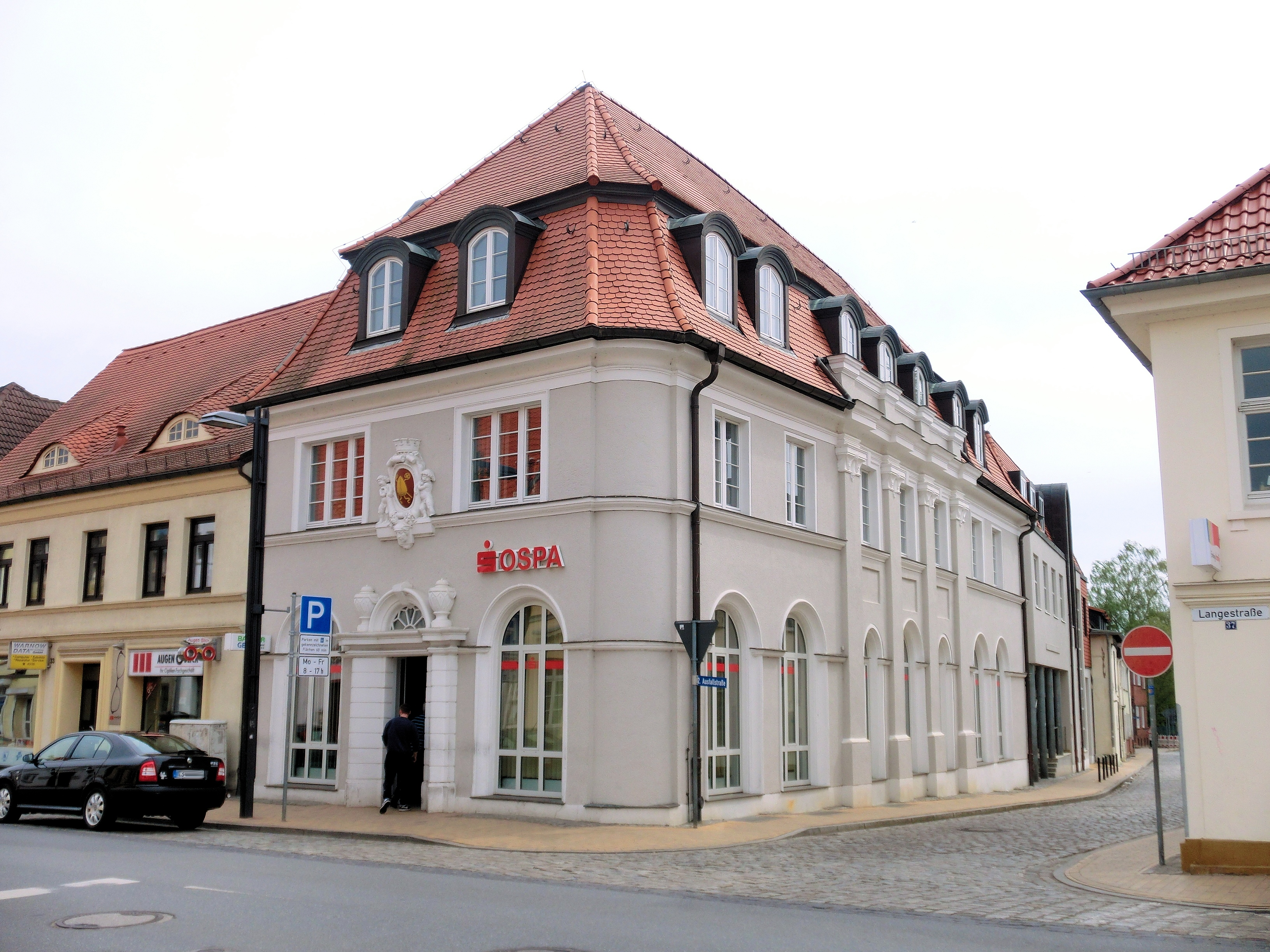
Lange Straße 35

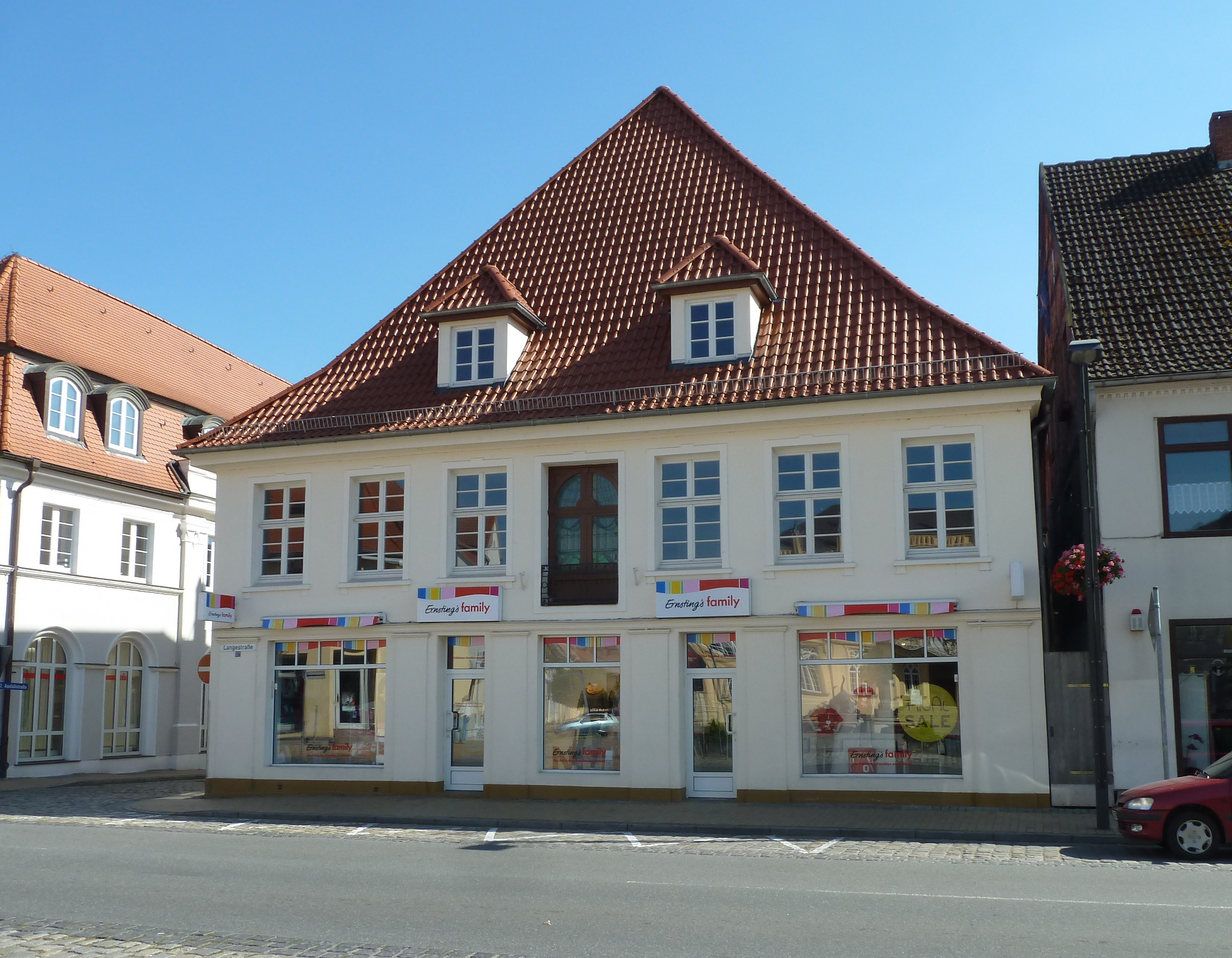
Lange Straße 37

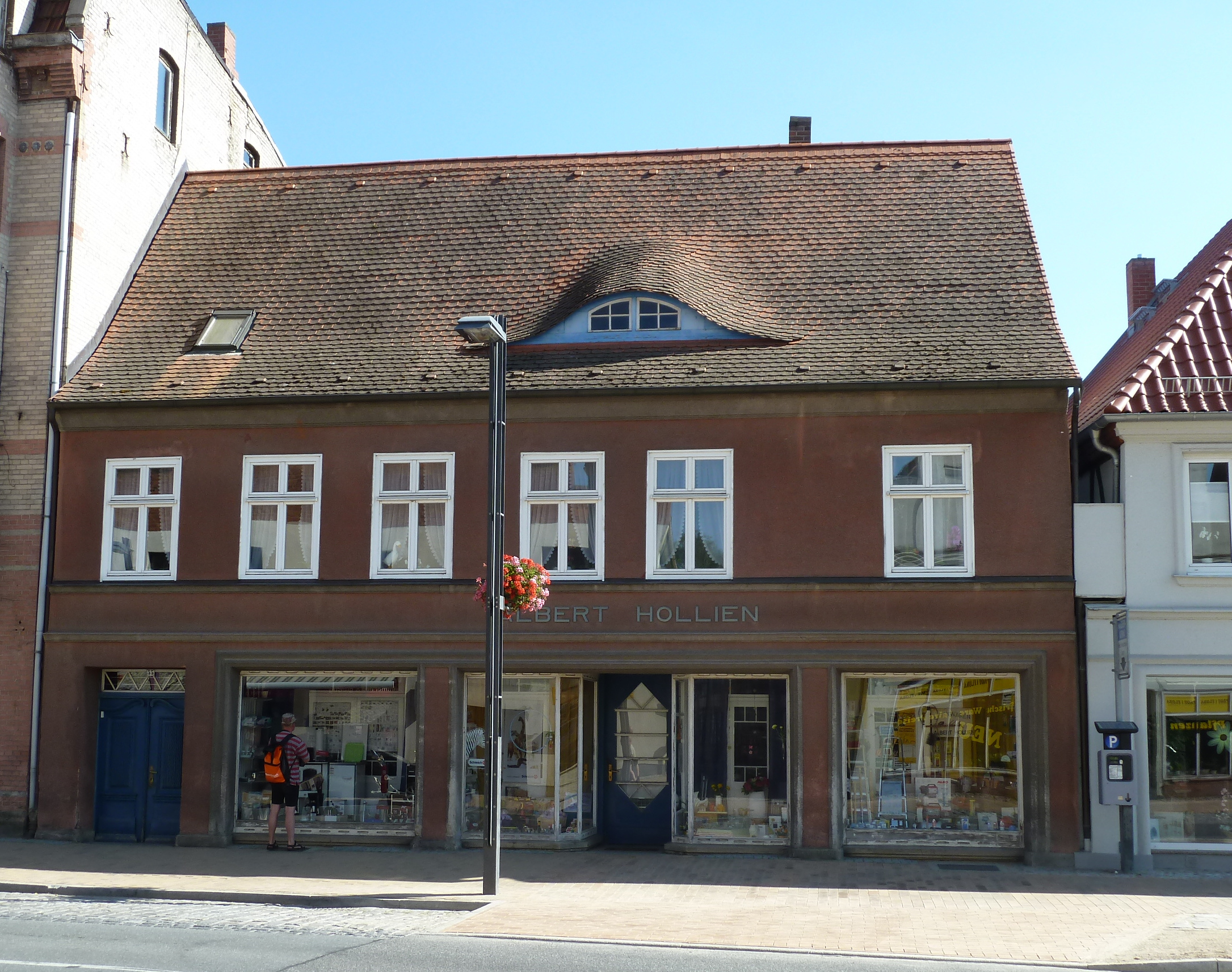
Lange Straße 55

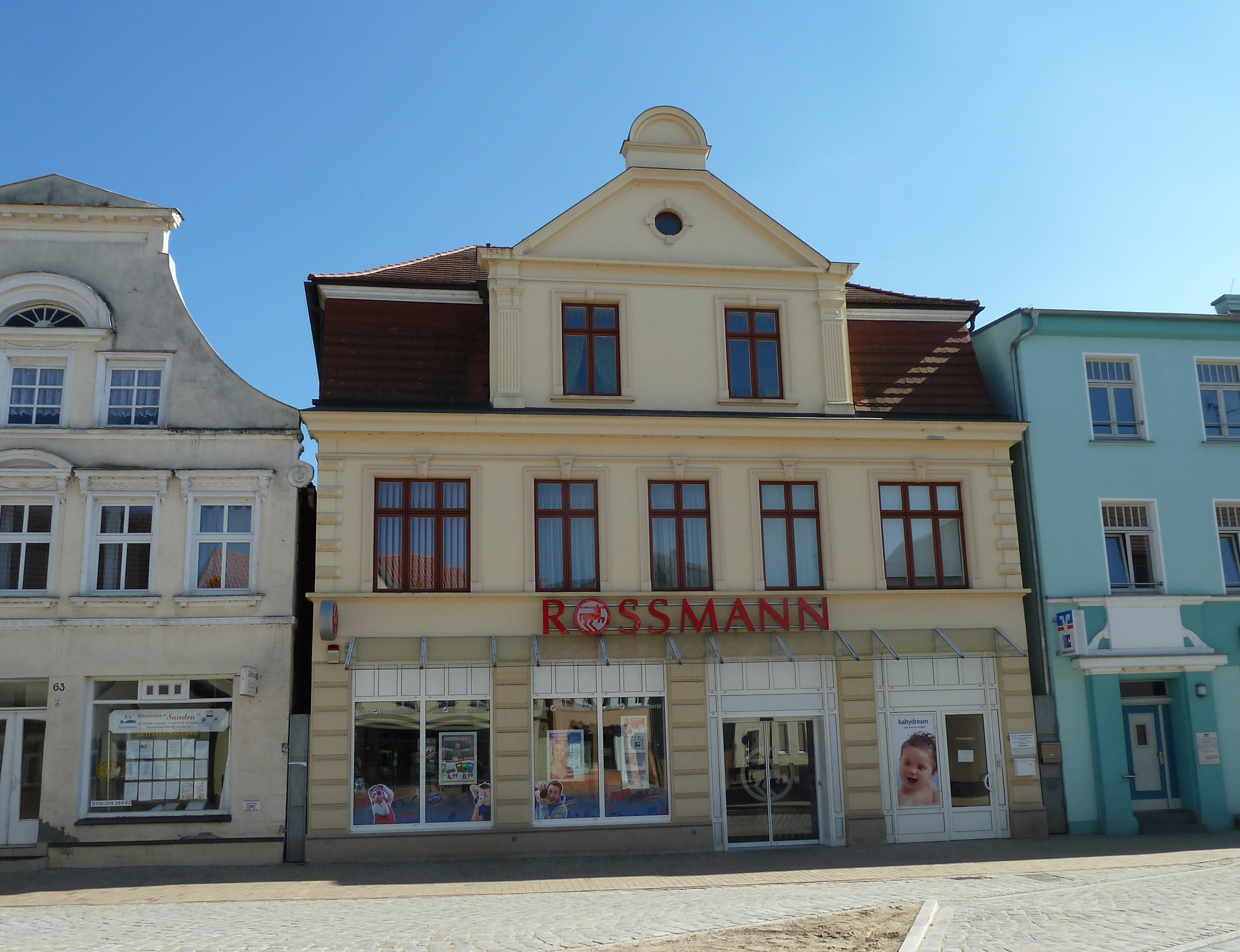
Lange Straße 65

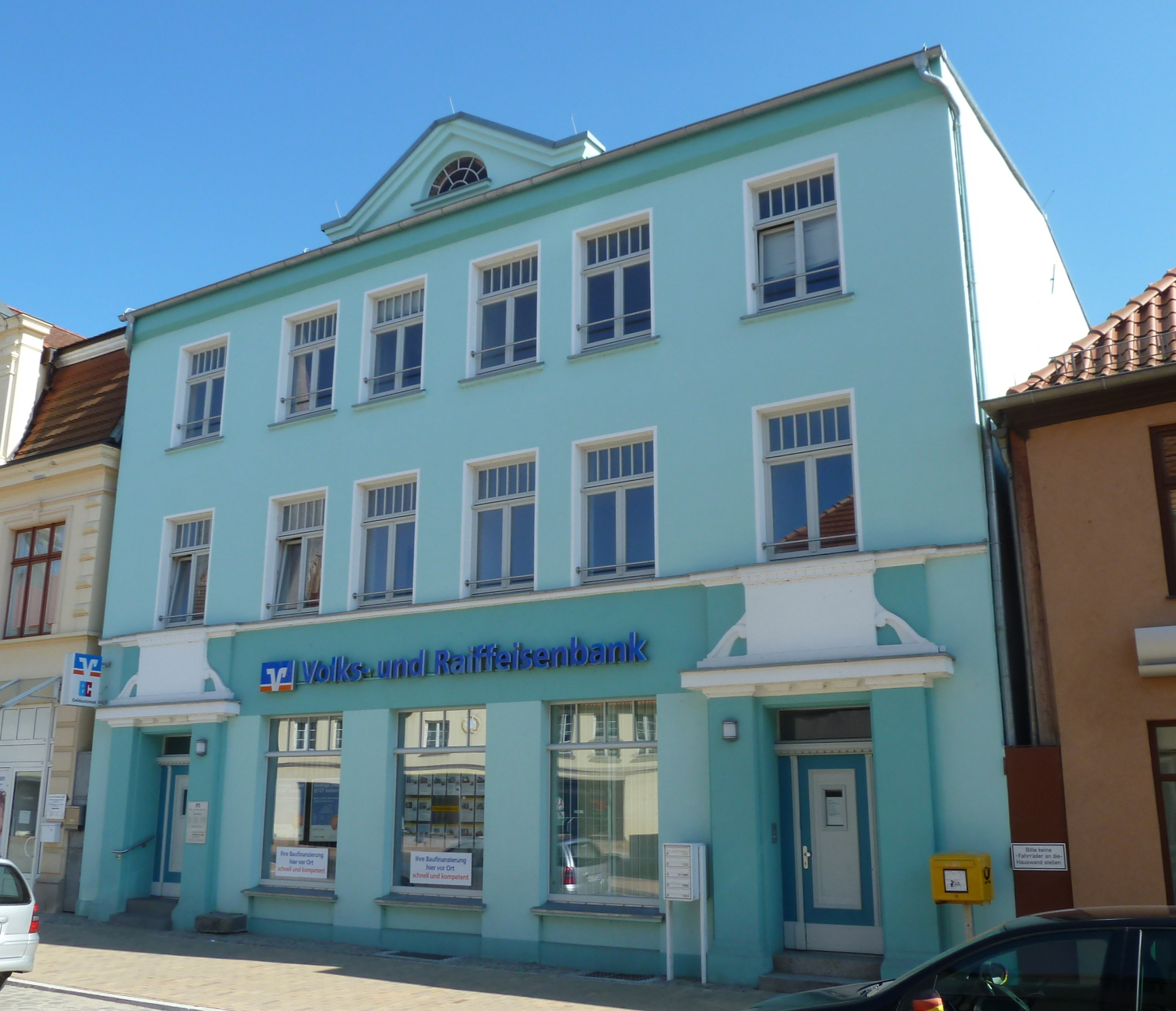
Lange Straße 67

An der Straße stehen zumeist zwei- bis dreigeschossige Wohn- und Geschäftshäuser.
Die Denkmalplakette  kennzeichnet Baudenkmale der Langestraße.
| Haus Nr. | Historische Haus- nummer bis 1908 |  | Geschichtliche Anmerkungen | Eigentümer oder Verwendung |
| -------- | --------------------------------- |  | --- | --- |
| 1        | 1                                 |  | Haus existiert nicht mehr. Geburtshaus des Ernst Voss                                                                              | ehemals: Drechslermeister H. Voss |
| 1A       |                                   |  | Dewerth’scher Blumenpavillon 1925 erbaut.                                                                                          | ehemals: Gärtnermeister O. Dewerth |
| 2        | 74                                |  | Haus existiert nicht mehr, Abriss in den 2010er Jahren.                                                                            | ehemals: Schlachtermeister W. Lucas, später: Schlachterei Reincke, später: Schlachterei Schmelzer                                                                                          |
| 3        | 2                                 |  | | |
| 4        | 73                                |  | | |
| 5        | 3                                 |  | | ehemals: Kaufmann K. Wendel, später: Drechslermeister Helmut Schlosser, später: Kaufmann H. Schlosser                                                                                      |
| 6        | 72                                |  | | ehemals: Kaufmann M. Ahron, 1910-1930: Ratsbuchdrucker C. Buhr |
| 7        | 4                                 |  | | |
| 8        | 71                                |  | | |
| 9        | 5                                 |  | Kramers Hotel, später: Kaiserhof, heute: Bützower Hof                                                                              | ehemals: Gastwirt H. Kramer, später: Gastwirt P. Utesch, später: Gastwirt O. Schmidt |
| 10       | 70                                |  | | |
| 11       | 6                                 |  | | |
| 12       | 68–69                             |  | | ehemals: Kaiserliches Postamt |
| 13       | 7                                 |  | | |
| 14       | 67                                |  | | ehemals: Buchbinderei Max Keuer |
| 15       | 8                                 |  | | |
| 16       | 66                                |  | | ehemals: Wagenfabrikant F. Schröder |
| 17       | 9                                 |  | | |
| 18       | 65                                |  | | ehemals: Criminaldirektor des Criminal Collegium Theodor Friedrich von Bülow, später: Buchbindermeister August Koch                                                                        |
| 19       | 10                                |  | | ehemals: Kaufmann I. Hirsch |
| 20       | 64                                |  | | ehemals: Kaufmann H. Reinnoldt, später: Kaufmann A. Biermann, später: Kaufmann A. Fredwurst                                                                                                |
| 21       | 11                                |  | Im hinteren Backsteinanbau befand sich von 1914 bis 1993 das Bützower Kino: Apollo Lichtspiele, später: „Theater der Freundschaft“ | ehemals: Kaufmann J. Löwenthal, später: Kaufmann G. Schröder |
| 22       | 63                                |  | Haus existiert nicht mehr. | ehemals: Uhrmacher P. Koch |
| 23       | 15                                |  | | ehemals: linke Seite:Schlachterei C. Haukohl rechte Seite:Schuhhaus H. Strikowski |
| 24       | 62                                |  | | ehemals: Zigarrenfabrik F. Böckenhauer |
| 25       | 16                                |  | | ehemals: Schlossermeister L. Krügel |
| 26       | 61                                |  | Haus existiert nicht mehr. Neubau der Nr. 26 im Jahr 1990.                                                                         | ehemals: Foto-Atelier P. Kaven |
| 27       | 17                                |  | Ratsapotheke Ab 1878 Logenlokal der Urania zur Eintracht im Hintergebäude.                                                         | ehemals: Apotheker A. Schultze, später: Apotheker P. Spierling |
| 28       | 60                                |  | | |
| 29       | 18                                |  | | ehemals: Buchbinder A. Koch |
| 30       | 59                                |  | | ehemals: Kaufmann J. Nasius |
| 31       | 19                                |  | | ehemals: Konditorei C. Keppler, später: Konditorei F. Lucas (Cafe Lucas) |
| 32       | 58                                |  | | ehemals: Gastwirt J. Seyer, später: Gastwirt K. Zörn |
| 33       | 20 / 21                           |  | | |
| 34       | 57                                |  | | ehemals: Kaufmann A. Ahron, später: Kommerzienrat L. Ahron |
| 35       | 22 / 23                           |  | Bau der Sparkasse der Stadt Bützow im Jahr 1920.                                                                                   | ehemals: Kaufmann H. Kubernuß |
| 36       | 56                                |  | Haus existiert nicht mehr. Neubau der Nr. 36 in den 2020er Jahren.                                                                 | ehemals: Kaufmann B. Stern & C. Ortmann, später: Buchhandlung S. Berg |
| 37       | 24                                |  | Löwenapotheke | ehemals: linke Seite: Hofapotheker H. Schmidt, rechte Seite: Obermedizinalrat Dr. med. Gustav Griewank später: linke Seite: Apotheker P. Voth, rechte Seite: Uhrenmachermeister A. Compére |
| 38       | 55                                |  | | |
| 39       | 25                                |  | | |
| 40       | 54                                |  | | ehemals: Wohnhaus des J. Horwitz |
| 41       | 26                                |  | | |
| 42       | 53                                |  | | ehemals: Kaufmann H. Hirsch |
| 43       | 27                                |  | | ehemals: Kaufmann I. Engel |
| 44       | 52                                |  | | |
| 45       | 28                                |  | | |
| 46       | 51                                |  | | |
| 47       | 29                                |  | | ehemals: Hugenotte: Jaques Louis Brunier, später: Bäckermeister H. Brunier, später: E. Brunier                                                                                             |
| 48       | 50                                |  | | |
| 49       | 30                                |  | | |
| 50 / 52  | 49 / 48                           |  | Nach Umbau 1910 wird aus Nr. 50 und Nr. 52 ein Ladengeschäft.                                                                      | ehemals: Kaufmann G.Harm, später: Kaufmann C. Puls |
| 51       | 31                                |  | 1907 erbaut. | ehemals: Kaufmann Chr. Köhler, später: Kaufmann H. Appel |
| 53       | 32                                |  | 1907 erbaut. | ehemals: Hofklempnermeister Louis Engel, später: Hofklempnermeister M. Engel |
| 54       | 47                                |  | | ehemals: Kaufmann W. Dahm |
| 55       | 33                                |  | | ehemals: Kaufmann F. Anders, später: Kaufmann Albert Hollien, später: Kaufmann Carl Hollien, später: Kaufmann Peter Hollien                                                                |
| 56       | 46                                |  | | ehemals: Buchbinder L. Rosenkilde |
| 57       | 34                                |  | | ehemals: Kaufmann L. Burmeister, später: Zigarrenfabrikant D. Schröder |
| 58       | 45                                |  | | ehemals: Schmiedemeister C. Voß |
| 59       | 35                                |  | | ehemals: Konditor W. Kirchner, später: Konditor P. Clasen |
| 60 / 62  | 44 / 43                           |  | Geburtshaus des Isaak Kramer (Erster Eigentümer der Papiermühle Bützow) Geburtshaus der Schriftstellerin Johanna Klemm             | ehemals: Kaufmann Heinrich Gisbert Kramer, später: Kaufmann L. Kramer, später: Kaufmann H. Klemm später: Kontor der Löwenthal, Nord & Co, später: Kaufmann O. Wagner                       |
| 61       | 36                                |  | | ehemals: Seilermeister E. Behncke |
| 63       | 37                                |  | | ehemals: Gustav Friedrich von Storch (Gutsherr zu Steinhagen und Kattelbogen) |
| 64       | 42                                |  | | ehemals: Bäckermeister Joh. Haukohl, später: Bäckermeister W. Haukohl |
| 65       | 38                                |  | | ehemals: Rentier B. Löwenthal, später: Tischlermeister K. Kröplin |
| 66 / 68  | 41B / 41A                         |  | Nr. 66: 1854 erbaut, als Getreidespeicher für Kaufmann Simonis                                                                     | ehemals: Schustermeister Fritz Sens, später: Kaufmann S. Simonis, später: Kaufmann D. L. Leopold, später: Kaufmann H. Kolz                                                                 |
| 67       | 39                                |  | Paetow’sche Buchdruckerei (Hier entstand 1902 das erste Adressbuch für die Stadt Bützow)                                           | ehemals: Bäckermeister F. Guhl, später: Buchdrucker C. Paetow, später: Gastwirt W. Busch                                                                                                   |
| 69       | 40                                |  | | ehemals: Schornsteinfegermeister H. Martens, später: Töpfermeister Chr. Segelitz |